# 28 november
28 november is de 332ste dag van het jaar (333ste dag in een schrikkeljaar) in de gregoriaanse kalender. Hierna volgen nog 33 dagen tot het einde van het jaar.

## Gebeurtenissen
- Algemeen
  - 1582 - William Shakespeare trouwt met Anne Hathaway.[1]
  - 1788 - Karel Christiaan van Nassau-Weilburg wordt opgevolgd door zijn zoon Frederik Willem.
  - 1901 - Vergaan van het vrachtschip Mesacria op de Noordzee, elf doden. In diezelfde storm slaan op de loodskotter Eems no. 2 door een zware zee zes bemanningsleden overboord.
  - 1942 - Door een brand in de nachtclub Cocoanut Grove in Boston komen 491 mensen om.
  - 1963 - Cape Canaveral, de kaap met de nabijgelegen ruimtehavens in Florida, wordt hernoemd tot Cape Kennedy.[1]
  - 1994 - De Amerikaanse seriemoordenaar Jeffrey Dahmer wordt in de gevangenis van Portage in de staat Wisconsin door een medegevangene vermoord.
  - 2014 - Het Kruger National Park begint met de verhuizing van vijfhonderd neushoorns naar veiliger oorden. Het hoopt daarmee te voorkomen dat de dieren ten prooi vallen aan stropers.
  - 2016 - 76 mensen komen om bij een vliegtuigongeval met LaMia Airlines-vlucht 2933, waaronder een groot deel van het Braziliaanse voetbalelftal Chapecoense dat op weg was om de finale te spelen van de Copa Sudamericana 2016 tegen de Colombiaanse club Atlético Nacional uit Medellín.[2]
  - 2022 - Na 38 jaar barst de Mauna Loa vulkaan op Hawaï, de grootste vulkaan ter wereld, weer uit. Activiteiten op nabij gelegen wetenschappelijke observatoria zijn opgeschort.[3][4]
  - 2023 - In een platinamijn in Zuid-Afrika vallen zeker 11 doden en 75 gewonden doordat een lift neerstort.[5]

- Criminaliteit en veiligheid
  - 1993 - Familieleden van de voortvluchtige Colombiaanse drugsbaron Pablo Escobar, leider van het Medellin-drugskartel, vragen tevergeefs asiel aan in Duitsland.
  - 2002 - Bij een aanslag op een hotel in Mombassa vallen 13 doden en 80 gewonden.

- Economie
  - 1990 - De leerkrachten van het Franstalige onderwijs in België hervatten het werk na vijf weken staking en acht maanden van actie voeren.

- Media
  - 2022 - Het VPRO-programma Hoofdzaken wint een Gouden Roos in de categorie beste kinder- en jeugdprogramma, ook het RTL4-programma De Verraders in de categorie reality en Er zijn grenzen van NTR in de categorie multimediaal ontvangen deze belangrijke prijs.[6]

- Oorlog
  - 1941 - De Nederlandse onderzeeboot O 21 onder commando van Ltz I J.F. van Dulm brengt in de Golf van Cagliari de Duitse onderzeeboot U 95 tot zinken.
  - 1990 - Golfoorlog - Saddam Hoessein kondigt de vrijlating van alle Belgen in Irak aan naar aanleiding van een toespraak van koning Boudewijn in Algiers.
  - 2012 - Syrische Burgeroorlog - Bij aanslagen met twee autobommen in een wijk van de Syrische hoofdstad Damascus vallen minstens 34 doden en meer dan 80 gewonden.

- Politiek
  - 1912 - Onafhankelijkheid van Albanië.
  - 1941 - Eerste van de vier historische ontmoetingen tussen de Mufti van Jeruzalem, Amin al-Hoesseini en Adolf Hitler.
  - 1990 - Margaret Thatcher treedt af als premier van het Verenigd Koninkrijk.[1]
  - 1990 - De Bulgaarse regering onder leiding van premier Andrej Loekanov treedt af, nadat de oppositie druk had uitgeoefend met een algemene staking.
  - 1991 - Togolese militairen bezetten het nationale radiostation in de hoofdstad Lomé en delen mee dat zij de macht hebben gegrepen in het West-Afrikaanse land.
  - 1994 - In een referendum in Noorwegen wordt voor de tweede keer tegen het lidmaatschap van de Europese Unie gestemd.[1]
  - 2000 - Het Nederlandse parlement stemt in met een wetsvoorstel om euthanasie te legaliseren; Nederland is daarmee het eerste land ter wereld waar hulp bij zelfdoding onder bepaalde voorwaarden niet meer strafbaar is.
  - 2010 - In Ivoorkust wordt de tweede ronde van de presidentsverkiezingen gehouden. Een conflict tussen de twee kandidaten, Laurent Gbagbo en Alassane Ouattara, en hun aanhangers over de uitslag loopt uit op een politieke crisis in het land.
  - 2018 - In Georgië wordt Salome Zoerabisjvili met 59.5% van de stemmen tot nieuwe president gekozen, in een tweede ronde tegen oppositiekandidaat Grigol Vasjadze van de Verenigde Nationale Beweging. Zoerabisjvili is op papier een onafhankelijke kandidaat maar wordt gesteund door de regerende Georgische Droom.(Lees verder)

- Religie
  - 1982 - Opus Dei ingericht als Personele Prelatuur.

- Sport
  - 1919 - Oprichting van de Duitse hockey- en tennisclub Der Club an der Alster.
  - 1995 - Ajax wint de wereldbeker voor clubteams in Tokio, na strafschoppen, van het Zuid-Amerikaanse Gremio.[1]

- Wetenschap en technologie
  - 1660 - De Royal Society, de Britse academie voor wetenschappen, wordt opgericht na een voordracht van de architect Christopher Wren.[1]
  - 1964 - Lancering van Mariner 4, het eerste ruimtetuig dat langs Mars vliegt.
  - 1967 - Ontdekking van de eerste pulsar, door Jocelyn Bell Burnell en Antony Hewish. De pulsar staat in het sterrenbeeld Vulpecula (Vosje).[7]
  - 2000 - Achtste druppel valt in het pekdruppelexperiment.
  - 2022 - Lancering van een Sojoez 2.1b raket vanaf Plesetsk Kosmodroom platform 43/3 voor de Kosmos 2564 missie met de GLONASS-M no 61L satelliet voor het GLONASS satellietnavigatie netwerk. Dit is de 48e en laatste lancering van een GLONASS-M satelliet.[8][9]
  - 2022 - Wetenschappers maken bekend dat er twee tot nu toe onbekende mineralen zijn ontdekt in een plak van de 15 ton zware El Ali meteoriet die in 2020 is gevonden bij de plaats El Ali in Somalië. De mineralen hebben de namen elaliiet (naar de vindplaats) en elkinstantoniet (naar Lindy Elkins-Tanton, een wetenschapster van de Arizona State University) gekregen.[10][11]
  - 2023 - Lancering van een Falcon 9 raket van SpaceX vanaf Kennedy Space Center Lanceercomplex 40 voor de Starlink group 6-30 missie met 23 Starlink satellieten.[12]
  - 2023 - Vanuit Londen vertrekt de eerste trans-Atlantische vlucht op pure biobrandstof. De Boeing 787 van Virgin Atlantic gebruikt Sustainable Aviation Fuel (SAF) als brandstof en vliegt naar New York.[13]

## Geboren

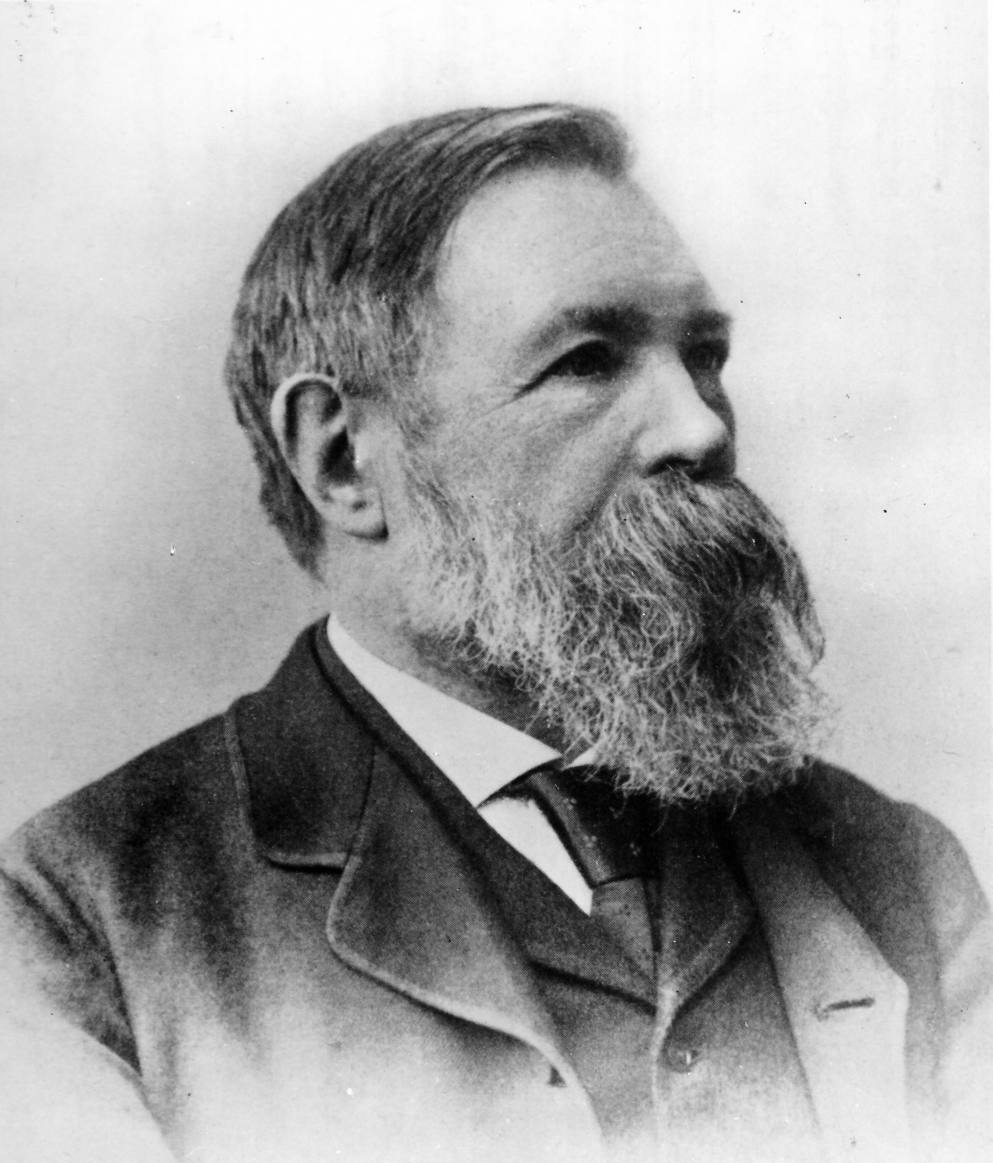
Friedrich Engels,
geboren in 1820

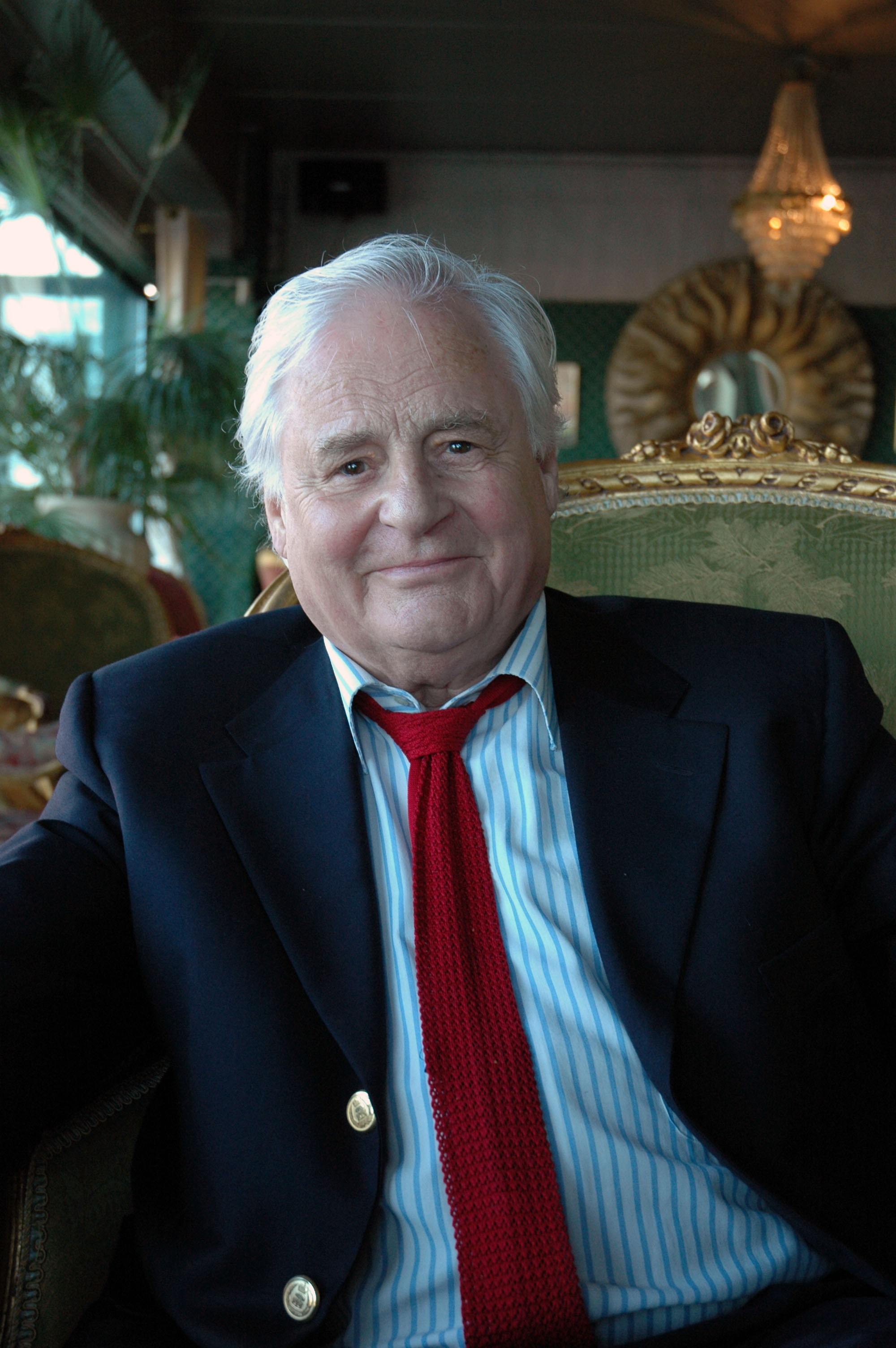
Rinus Ferdinandusse,
geboren in 1931

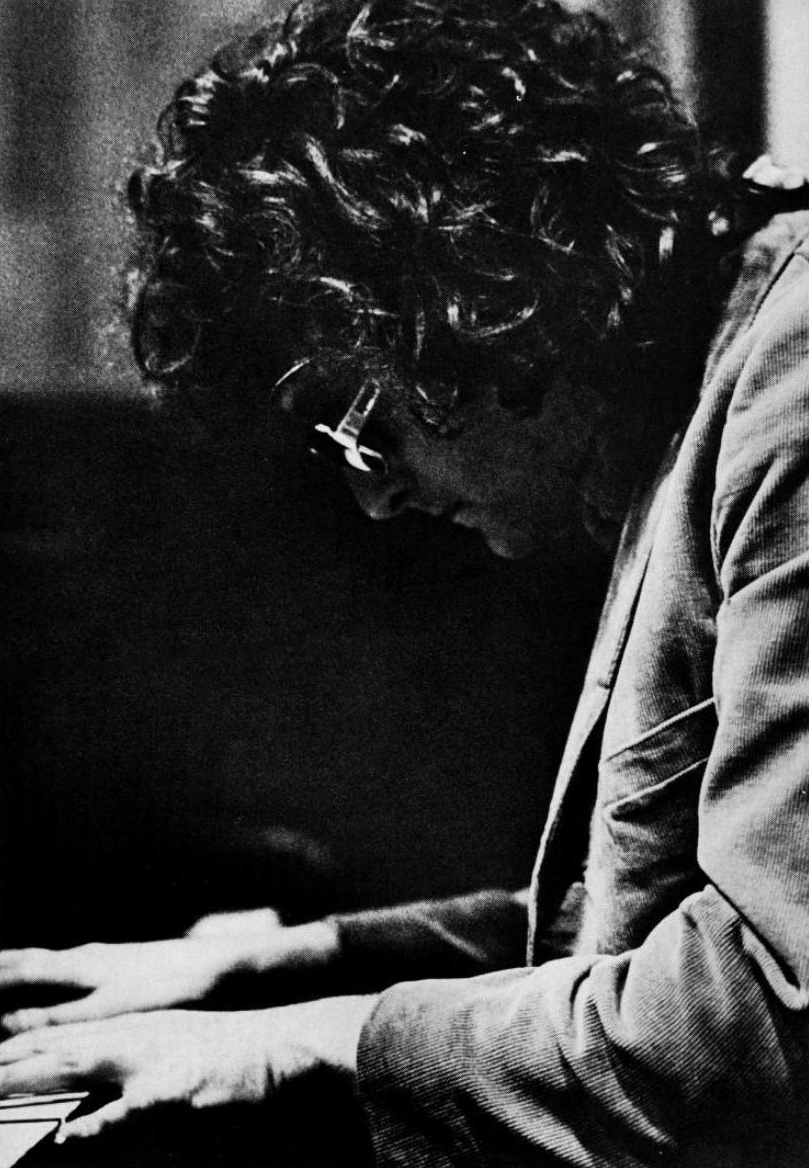
Randy Newman,
geboren in 1943

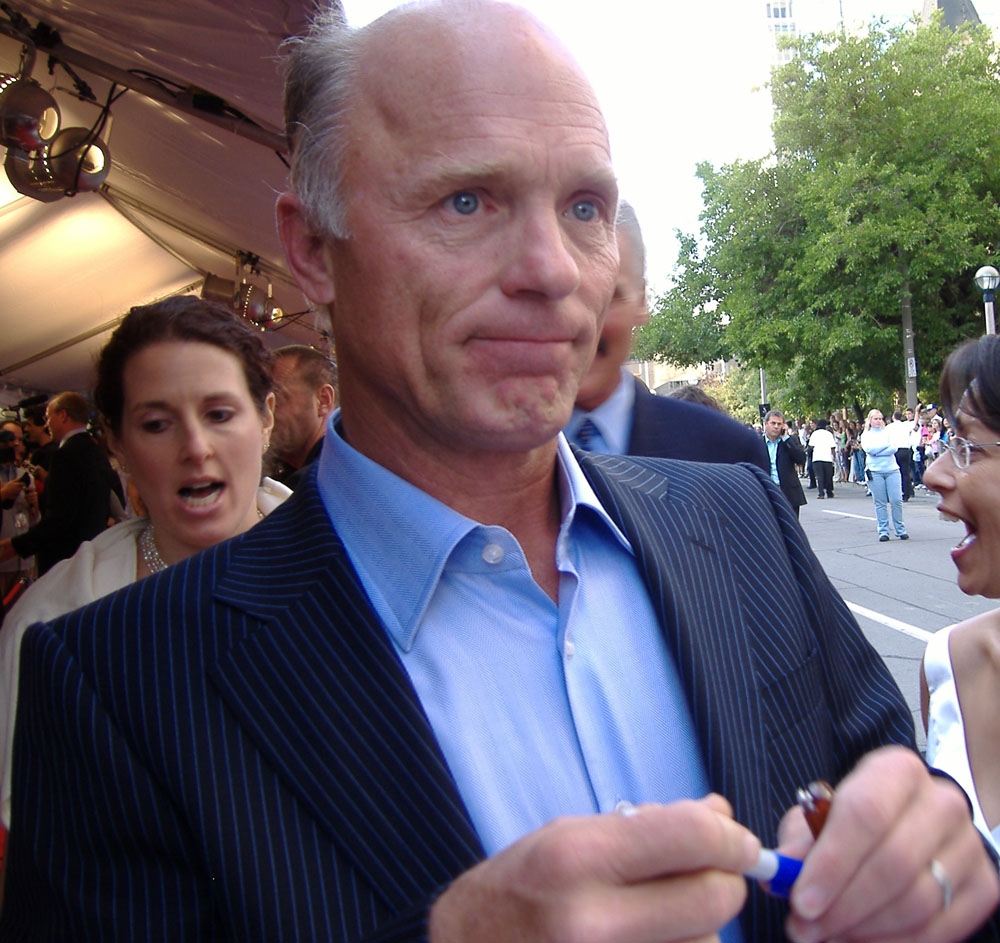
Ed Harris,
geboren in 1950

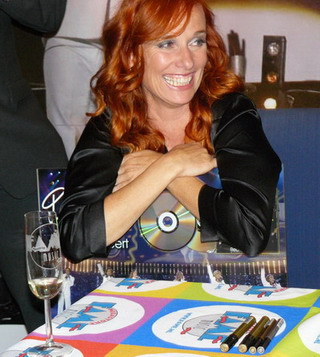
Patty Zomer,
geboren in 1961

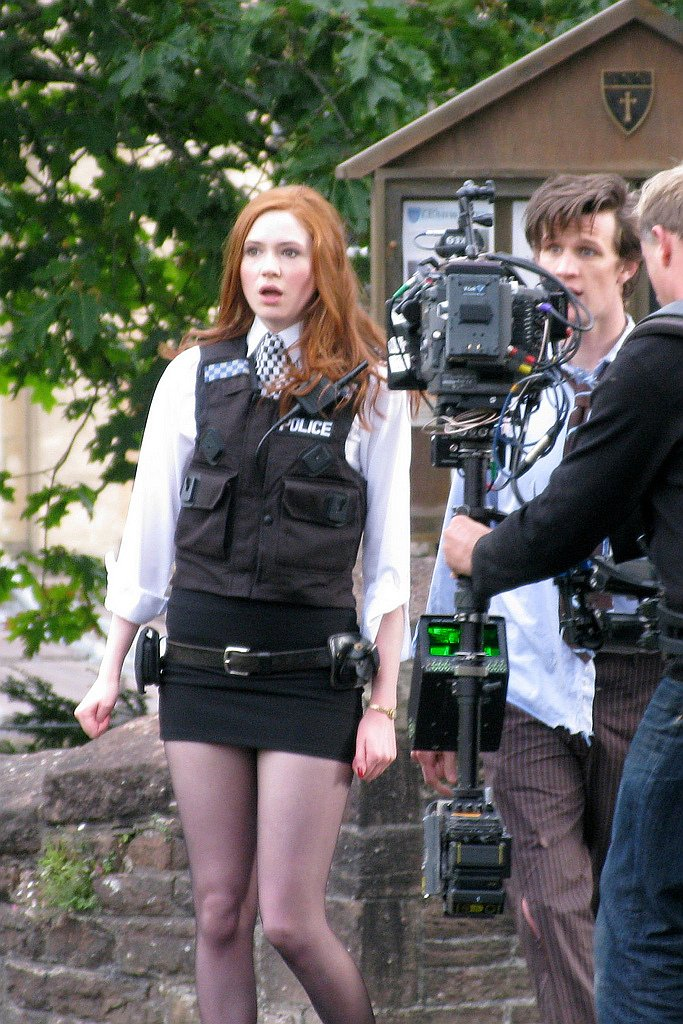
Karen Gillan als Amy Pond,
geboren in 1987

- 1632 - Jean-Baptiste Lully, Frans componist (overleden 1687)
- 1650 - Jan Palfijn, Belgisch verloskundige (overleden 1730)
- 1704 - Jacob Mossel, Gouverneur-Generaal van Nederlands-Indië (overleden 1761)
- 1757 - William Blake, Engels dichter en kunstschilder (overleden 1827)
- 1810 - William Froude, Engels ingenieur (overleden 1879)
- 1820 - Friedrich Engels, Duits filosoof (overleden 1895)
- 1829 - Anton Rubinstein, componist, pianist en dirigent (overleden 1894)
- 1851 - Maria Gall, oprichtster Gall & Gall (overleden 1915)
- 1857 - Alfons XII van Spanje, koning van Spanje (overleden 1885)
- 1858 - William Stanley Jr., Amerikaans uitvinder en elektrotechnicus (overleden 1916)
- 1868 - František Drdla, Tsjechisch violist en componist (overleden 1944)
- 1868 - Louis Franck, Belgisch politicus (overleden 1937)
- 1868 - Rudolph Theodorus van Pallandt van Eerde, Nederlands politicus (overleden 1913)
- 1878 - Peder Kolstad, Noors politicus (overleden 1932)
- 1881 - Stefan Zweig, Oostenrijks schrijver (overleden 1942)
- 1887 - Ernst Röhm, Duits leider van de Sturmabteilung (SA) (overleden 1934)
- 1901 - Roy Urquhart, Brits generaal (overleden 1988)
- 1904 - Nancy Mitford, Engels schrijfster en journaliste (overleden 1973)
- 1904 - Jozef Versou, Belgisch schrijver (overleden 1975)
- 1906 - Emmanuel Kriaras, Grieks filoloog en lexicograaf (overleden 2014)
- 1907 - Alberto Moravia, Italiaans schrijver (overleden 1990)
- 1908 - Claude Lévi-Strauss, Frans etnoloog (overleden 2009)
- 1913 - Sjoerd Groenman, Nederlands socioloog (overleden 2000)
- 1913 - Hugo Pos, Surinaams jurist en schrijver (overleden 2000)
- 1916 - Lilian Baels, (Prinses van Retie), België (overleden 2002)
- 1917 - Kees Schilperoort, Nederlands radiomaker (overleden 1999)
- 1919 - George den Boon, Nederlands verzetsstrijder (overleden 1941)
- 1924 - Kees Otten, Nederlands blokfluitspeler (overleden 2008)
- 1925 - József Bozsik, Hongaars voetballer (overleden 1978)
- 1925 - Luigi Carpaneda, Italiaans schermer (overleden 2011)
- 1927 - Hans Eijsvogel, Nederlands sportjournalist (overleden 2019)
- 1927 - Anneke le Coultre-Foest, Nederlands burgemeester (overleden 2015)
- 1928 - Piet Steenbergen, Nederlands voetballer (overleden 2010)
- 1929 - Berry Gordy, Amerikaans muziekproducer en oprichter van Motown Records
- 1930 - Meiny Epema-Brugman, Nederlands politica (overleden 2022)
- 1930 - Gerard Wijnen, Nederlands architect (overleden 2020)
- 1931 - Rinus Ferdinandusse, Nederlands (hoofd)redacteur en schrijver (overleden 2022)
- 1931 - Arie van Houwelingen, Nederlands wielrenner
- 1931 - Hedwig Leenaert, Belgisch atleet (overleden 2017)
- 1931 - Dervla Murphy, Iers schrijfster van reisboeken (overleden 2022)
- 1932 - Jerry Coker, Amerikaans jazzklarinetist, tenorsaxofonist, auteur en pedagoog (overleden 2024)
- 1933 - Effendi Ketwaru sr., Surinaams musicus (overleden 2005)
- 1936 - Mario Rubio Vázquez, Mexicaans voetbalscheidsrechter
- 1936 - Théodore-Adrien Sarr, Senegalees kardinaal
- 1936 - Philippe Sollers, Frans schrijver (overleden 2023)
- 1937 - Oleg Kopajev, Sovjet voetballer (overleden 2010)
- 1938 - Tom Regan, Amerikaans filosoof (overleden 2017)
- 1940 - Clem Curtis, Brits zanger (overleden 2017)
- 1942 - Manolo Blahnik, Spaans modeontwerper
- 1942 - Bo Johansson, Zweeds voetballer en voetbaltrainer
- 1942 - Gunnar Utterberg, Zweeds kanovaarder (overleden 2021)
- 1943 - Randy Newman, Amerikaans zanger en tekstschrijver
- 1944 - Rita Mae Brown, Amerikaans schrijfster
- 1946 - Joe Dante, Amerikaans filmregisseur
- 1946 - Mark Elchardus, Belgisch socioloog
- 1946 - Nikolai Korolkov, Russisch ruiter (overleden 2024)
- 1947 - Harmen Veerman, Nederlands zanger en gitarist
- 1948 - Furio Cardoni, Luxemburgs voetballer (overleden 2024)
- 1949 - Tommy Engel, Duits muzikant
- 1949 - Alexander Godunov, Russisch/Amerikaans acteur, componist en balletdanser (overleden 1995)
- 1949 - Gianluigi Stanga, Italiaans wielerploegleider
- 1950 - Ed Harris, Amerikaans acteur
- 1950 - Russell Hulse, Amerikaans natuurkundige en Nobelprijswinnaar
- 1953 - Poul Andersen, Deens voetballer
- 1953 - Alistair Darling, Brits politicus (overleden 2023)
- 1953 - Tengiz Goedava, Georgisch schrijver en mensenrechtenactivist (overleden 2009)
- 1953 - Nadezjda Olizarenko, Sovjet-Russisch/Oekraïens atlete (overleden 2017)
- 1955 - Alessandro Altobelli, Italiaans voetballer
- 1955 - Marianne van den Boomen, Nederlands informaticus (overleden 2014)
- 1956 - David Van Day, Brits zanger (Dollar, Guys 'n' Dolls)
- 1959 - Siegfried Cruden, Surinaams atleet
- 1959 - Metta Gramberg, Nederlands actrice
- 1959 - Judd Nelson, Amerikaans acteur
- 1959 - Stephen Roche, Iers wielrenner
- 1960 - Víctor Fernández, Spaans voetbalcoach
- 1960 - Mark Rietman, Nederlands acteur en regisseur
- 1961 - Patty Zomer, Nederlands styliste en zangeres
- 1962 - Matt Cameron, Amerikaans drummer
- 1962 - Jon Stewart (Jonathan Stuart Leibowitz), Amerikaans komiek, acteur, producent, auteur, filmregisseur en televisiepresentator.
- 1962 - Raimundo Nonato Tavares da Silva, Braziliaans voetballer
- 1964 - Monique Kalkman-Van den Bosch, Nederlands rolstoeltennisster
- 1964 - Ann Tuts, Belgisch actrice
- 1965 - Filip Anthuenis, Belgisch politicus
- 1965 - Erwin Mortier, Belgisch schrijver
- 1966 - Scott Sunderland, Australisch wielrenner
- 1967 - Marina Duvekot, Nederlands actrice
- 1967 - Anna Nicole Smith, Amerikaans actrice en model (overleden 2007)
- 1968 - Sandra van Berkum, Nederlands auteur, voice-over, kunsthistoricus en nieuwslezer (overleden 2021)
- 1968 - Fabian Jeker, Zwitsers wielrenner
- 1969 - Sonia O'Sullivan, Iers atlete
- 1971 - Dain Blanton, Amerikaans beachvolleyballer
- 1971 - Akaki Devadze, Georgisch voetballer
- 1971 - Philip Osondu, Nigeriaans voetballer (overleden 2019)
- 1972 - Milan Timko, Slowaaks voetballer
- 1974 - Apl.de.ap, Amerikaans rapper
- 1975 - Giuseppe Cirò, Italiaans autocoureur
- 1975 - Sunny Mabrey, Amerikaans model en actrice
- 1976 - Gordan Kožulj, Kroatisch zwemmer
- 1976 - Don van der Linden, Nederlands paralympisch sporter
- 1977 - Fabio Grosso, Italiaans voetballer
- 1978 - Tiny Legs Tim, Belgisch bluesgitarist en singer-songwriter (overleden 2022)
- 1979 - Chamillionaire (Hakeem Seriki), Amerikaans rapper
- 1980 - Sérgio Ribeiro, Portugees wielrenner
- 1980 - Jurgen Van Goolen, Belgisch wielrenner
- 1981 - Roel Brouwers, Nederlands voetballer
- 1981 - Ludwig Paischer, Oostenrijks judoka
- 1981 - Brian Tevreden, Nederlands voetballer
- 1983 - Vanja Stambolova, Bulgaars atlete
- 1983 - Nelson Valdez, Paraguayaans voetballer
- 1984 - Andrew Bogut, Australisch basketballer
- 1984 - Marc-André Fleury, Canadees ijshockeyer
- 1984 - Dušan Perniš, Slowaaks voetballer
- 1984 - Trey Songz (Tremaine Aldon Neverson), Amerikaans zanger, producer en acteur
- 1985 - Guillermo Fayed, Frans alpineskiër
- 1985 - Marine Ghazaryan, Armeens atlete
- 1985 - Landry N'Guémo, Kameroens voetballer (overleden 2024)
- 1985 - Álvaro Pereira, Uruguayaans voetballer
- 1986 - Adegbenga Adejumo, Brits muzikant
- 1986 - Jason Dunford, Keniaans zwemmer
- 1986 - Getu Feleke, Ethiopisch atleet
- 1986 - Nick Proschwitz, Duits voetballer
- 1986 - Alfred Yego, Keniaans atleet
- 1987 - Karen Gillan, Schots actrice en model
- 1987 - Chris Wood, Engels golfer
- 1988 - Sunday Mba, Nigeriaans voetballer
- 1988 - Florencia Molinero, Argentijns tennisster
- 1989 - Jelizaveta Bryzhina, Oekraïens atlete
- 1989 - William Dutton, Canadees langebaanschaatser
- 1989 - Kevin Görtz, Nederlands voetballer
- 1989 - Mehmet Dingil, Nederlands/Turks voetballer
- 1990 - Dedryck Boyata, Belgisch voetballer
- 1990 - Gianmarco Raimondo, Canadees autocoureur
- 1990 - Bradley Smith, Brits motorcoureur
- 1991 - Pietro Fantin, Braziliaans autocoureur
- 1994 - Jelmer Ouwerkerk, Nederlands acteur
- 1995 - Thomas Didillon, Frans voetballer
- 1995 - Idaly, Nederlands rapper en muziekproducent
- 1996 - Jeffrey Wirtz, Nederlands youtuber en livestreamer
- 1997 - Klara Andrup, Zweeds voetbalster
- 1998 - Isabella Kresche, Oostenrijks voetbalster
- 1998 - Inge Tijink, Nederlands voetbalster
- 2000 - Sophia Kiely, Brits actrice
- 2003 - Konstantinos Koulierakis, Grieks voetballer
- 2003 - Sondre Orjasæter, Noors voetbalster
- 2005 - Jóhanna Fossdalsá, Deens voetbalster

## Overleden
- 741 - Paus Gregorius III
- 874 - Hathumod (34), Duits abdis

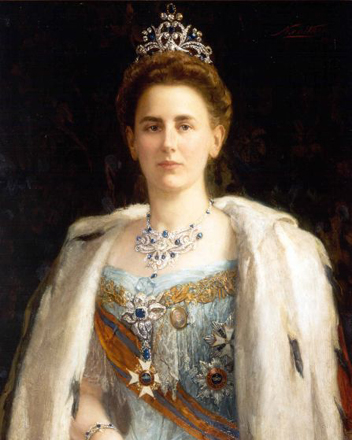
Wilhelmina der Nederlanden,
overleden in 1962

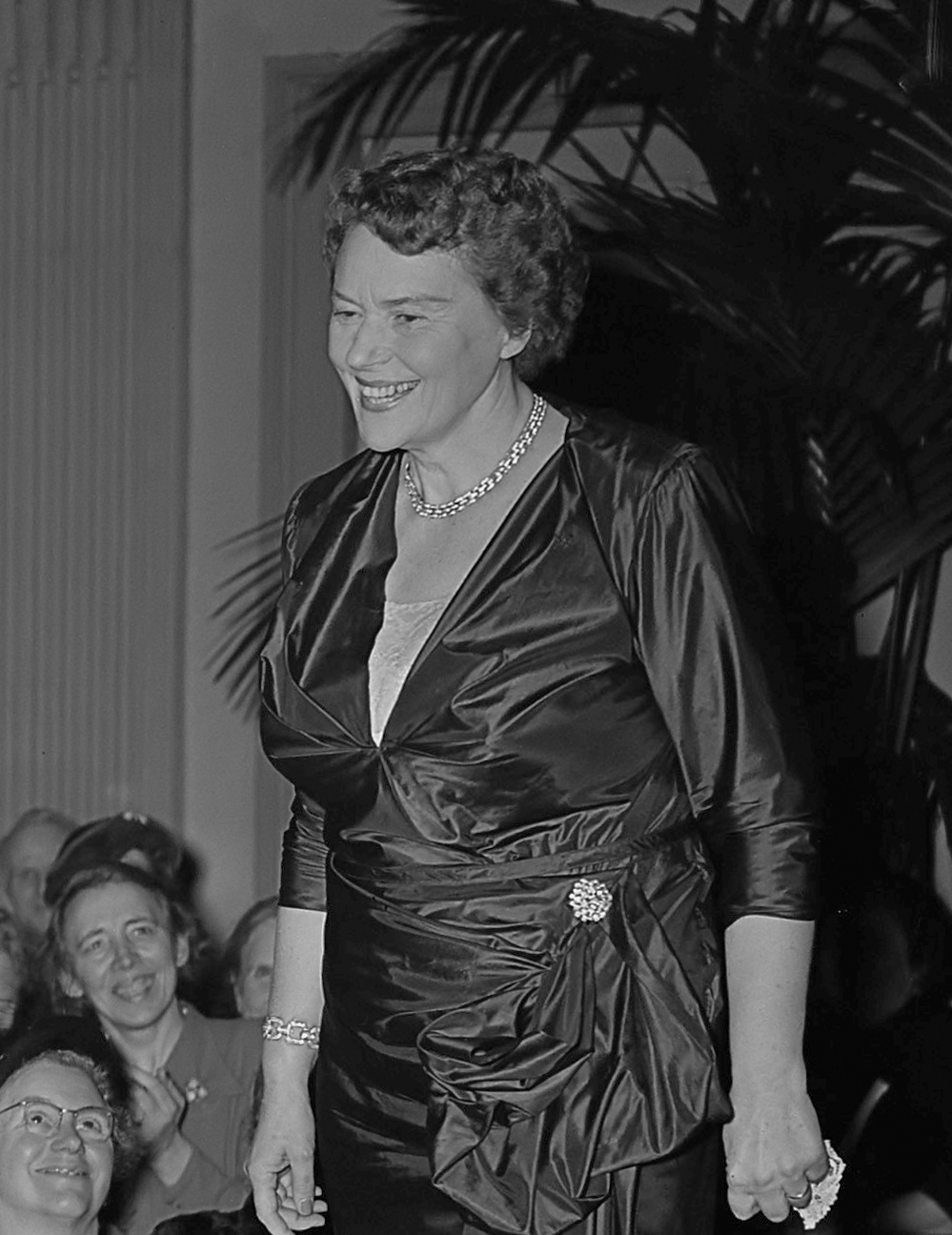
Jo Vincent,
overleden in 1989

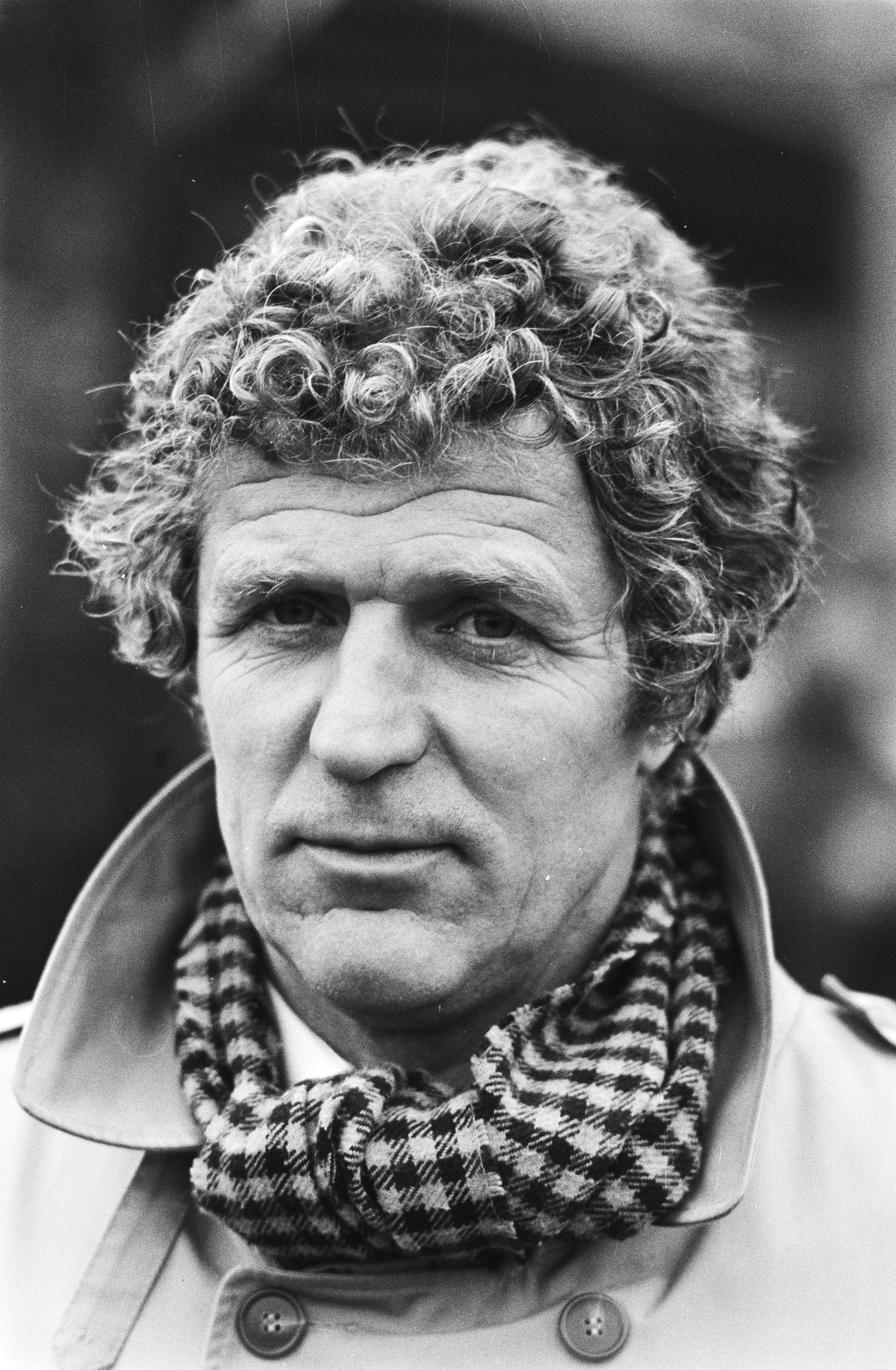
Ab Fafié,
overleden in 2012

- 1545 - Jacob van Liesvelt (ca. 55), Belgisch boekdrukker
- 1788 - Karel Christiaan van Nassau-Weilburg (53), vorst van Nassau-Weilburg
- 1848 - Amelie van Württemberg (49), hertogin van Saksen-Altenburg
- 1870 - Frédéric Bazille (28), Frans kunstschilder
- 1873 - Caterina Scarpellini (65), Italiaans sterrenkundige
- 1876 - Karl Ernst von Baer (84), Duits-Baltisch bioloog
- 1921 - 'Abdu'l-Bahá, Abbas Effendi (77), geestelijk leider van het Bahá'í-geloof
- 1944 - Lode Zielens (43), Belgisch schrijver
- 1948 - George Horine (58), Amerikaans atleet
- 1954 - Enrico Fermi (53), Italiaans-Amerikaans natuurkundige
- 1956 - Julius Caesar de Miranda (50), Surinaams jurist en politicus
- 1962 - Wilhelmina (82), koningin der Nederlanden van 1890 tot 1948
- 1963 - Jan Drijver (77), Nederlands ornitholoog en natuurbeschermer
- 1964 - Billy Walker (67), Engels voetballer en voetbaltrainer
- 1967 - Gabriël Léon M'ba (65), president van Gabon
- 1968 - Enid Blyton (71), Brits kinderboekenschrijver
- 1972 - Cor Blekemolen (78), Nederlands wielrenner
- 1972 - Havergal Brian (96), Brits componist
- 1980 - Mia May (96), Oostenrijks actrice
- 1982 - Helena van Griekenland (86), kroonprinses van Roemenië
- 1984 - Hans Speidel (87), Duits generaal
- 1986 - Archibald Currie (98), Surinaams politicus
- 1989 - Ernesto Civardi (83), Italiaans curiekardinaal
- 1989 - Jo Vincent (91), Nederlands zangeres (sopraan)
- 1990 - Francisco Godia-Sales (69), Spaans autocoureur
- 1992 - Frank Armi (74), Amerikaans autocoureur
- 1992 - Earl Motter (73), Amerikaans autocoureur
- 1992 - Roland Smeenk (35), Nederlands cabaretier en muzikant
- 1993 - Joe Kelly (80), Iers autocoureur
- 1994 - Jeffrey Dahmer (34), Amerikaans seriemoordenaar, necrofiel en kannibaal
- 1994 - Victor Legley (79), Belgisch altviolist en componist
- 1998 - Maurice Seynaeve (91), Belgisch veldrijder
- 1999 - N.V.M. Gonzalez (84), Filipijns schrijver
- 2000 - Ernst Hermanns (85), Duits beeldhouwer
- 2002 - Lennaert Nijgh (56), Nederlands schrijver en tekstdichter
- 2005 - Denise Lambrecht (89), Belgisch verzetsvrouw
- 2005 - Tony Meehan (62), Brits drummer
- 2006 - Max Merkel (87), Oostenrijks voetballer en voetbalcoach (bondscoach van Nederland 1955-1956)
- 2008 - Luiz Paulo Neves Tovar (Paulo Tovar) (85), Braziliaans voetballer
- 2009 - Wang Shixiang (95), Chinees cultuurhistoricus
- 2010 - Leslie Nielsen (84), Canadees acteur en komiek
- 2011 - Ante Marković (87), Kroatisch politicus
- 2012 - Ab Fafié (71), Nederlands voetballer en voetbaltrainer
- 2013 - Mitja Ribičič (94), Sloveens politicus
- 2014 - Said Akl (103), Libanees dichter, schrijver en ideoloog
- 2014 - Chespirito (85), Mexicaans acteur, scenarioschrijver en komiek
- 2015 - Mark Behr (52), Zuid-Afrikaans schrijver en hoogleraar
- 2015 - Yoka Berretty (87), Nederlands actrice
- 2015 - Federico Escaler (93), Filipijns bisschop-emeritus
- 2015 - Barbro Hiort af Ornäs (94), Zweeds actrice
- 2015 - Maurice Strong (86), Canadees diplomaat
- 2016 - Jim Delligatti (98), Amerikaans ondernemer
- 2016 - Adolfo Horta (59), Cubaans bokser
- 2016 - Cléber Santana (35), Braziliaans voetballer
- 2016 - Mark Tajmanov (90), Russisch schaker
- 2016 - Thiego (30), Braziliaans voetballer
- 2017 - Patrícia Gabancho Ghielmetti (65), Argentijns-Spaans journaliste en schrijfster
- 2020 - David Prowse (85), Brits acteur
- 2021 - Virgil Abloh (41), Amerikaans ingenieur-architect, beeldkunstenaar, modeontwerper en dj.
- 2021 - Andrej Chotejev (74), Russisch pianist
- 2021 - Justo Gallego Martínez (96), Spaans monnik en architect
- 2021 - Aleksandr Gradski (72), Russisch rockzanger
- 2021 - Laila Halme (87), Fins zangeres
- 2021 - Norodom Ranariddh (77), Cambodjaans politicus
- 2021 - Arie Stehouwer (82), Nederlands voetbaltrainer
- 2021 - Frank Williams (79), Brits autocoureur
- 2021 - Tigo Zijlstra (20), Nederlands YouTuber
- 2022 - Clarence Gilyard jr. (66), Amerikaans acteur
- 2022 - Lorg (66), Belgisch striptekenaar
- 2022 - Dragan Samardžić (76), Joegoslavisch voetbaldoelman
- 2022 - Jan Steinhauser (78), Nederlands roeier
- 2023 - Charlie Munger (99), Amerikaans belegger
- 2023 - Cecil Sandford (95), Brits motorcoureur
- 2024 - Silvia Pinal (93), Mexicaans actrice
- 2024 - Roeland Raes (90), Belgisch politicus
- 2024 - Santanina Rasul (94), Filipijns politica

## Viering/herdenking
- Onafhankelijkheidsdag Albanië 1912
- Rooms-Katholieke kalender:
  - Heilige Hippolytus († 775)
  - Heilige Jacobus de Marchia († 1476)
  - Heilige Rufus van Rome († 304)
  - Heilige Calimerius van Montechiaro († 1521)
  - Heilige Catharina Labouré († 1876), patrones van de duivenliefhebbers
  - Heilige Jozef Pignatelli († 1811)
  - Heilige Sosthenes (van Korinte) († 1e eeuw)
  - Zalige Maria Helena Stollenwerk († 1900), Gedachtenis (in Bisdom Roermond)
- Kozakkendag

## Weerextremen

### Nederland
| | Officiële records | Officiële records | Officiële records |      | Landelijke records  | Landelijke records | Landelijke records                     |
| Gebeurtenis | Jaar              | Extreem           | Locatie           | Jaar | Extreem             | Locatie            |                                        |
| --- | ----------------- | ----------------- | ----------------- | ---- | ------------------- | ------------------ | -------------------------------------- |
| Laagste etmaalgemiddelde temperatuur (°C) | 1915              | −6,3              | De Bilt           |      | 1915                | −8,6               | Eelde                                  |
| Hoogste etmaalgemiddelde temperatuur (°C) | 2000              | 11,9              | De Bilt           |      | 2000                | 12,9               | Westdorpe                              |
| Laagste minimumtemperatuur (°C) | 1921              | −10,0             | De Bilt           |      | 1915                | −12,2              | Eelde                                  |
| Hoogste minimumtemperatuur (°C) | 2006              | 8,7               | De Bilt           |      | 2006                | 10,6               | Maastricht                             |
| Laagste maximumtemperatuur (°C) | 1915              | −3,1              | De Bilt           |      | 1915                | −5,5               | Eelde                                  |
| Hoogste maximumtemperatuur (°C) | 2000, 2006        | 14,8              | De Bilt           |      | 2006                | 15,8               | Maastricht, Twenthe                    |
| Hoogste uurgemiddelde windsnelheid (m/s) | 1950              | 16,5              | De Bilt           |      | 1974                | 24,7               | Cadzand                                |
| Hoogste windstoot (m/s) | 1951              | 24,2              | De Bilt           |      | 1974                | 34,0               | Cadzand                                |
| Langste zonneschijnduur (uur) | 1989              | 7,5               | De Bilt           |      | 1977                | 7,7                | Vlissingen                             |
| Langste neerslagduur (uur) | 1967              | 15,9              | De Bilt           |      | 1967 2019           | 15,9               | De Bilt Vlissingen                     |
| Hoogste etmaalsom van de neerslag (mm) | 1967              | 21,6              | De Bilt           |      | 1975                | 21,9               | De Kooy                                |
| Laagste etmaalgemiddelde relatieve vochtigheid (%) | 1939              | 74                | De Bilt           |      | 1915 1938 1942 2021 | 65                 | Vlissingen Maastricht De Kooy Vlieland |
| Laagste uurwaarde luchtdruk op zeeniveau (hPa) | 1903              | 974,3             | De Bilt           |      | 1903                | 974,3              | De Bilt                                |
| Hoogste uurwaarde luchtdruk op zeeniveau (hPa) | 1986              | 1038,9            | De Bilt           |      | 1986                | 1040,1             | Maastricht                             |
| Officiële records worden altijd gemeten op het KNMI-weerstation in De Bilt. Landelijke records kunnen worden gemeten op elk officieel KNMI-weerstation in Nederland. |                   |                   |                   |      |                     |                    |                                        |

Uitzonderlijke gebeurtenissen
- 1915 - Officieel laagste minimumtemperatuur in °C van het jaar gemeten in De Bilt: −9,4
- 1915 - Landelijk maandrecord laagste maximumtemperatuur in °C van november gemeten in Eelde: −5,5
- 1915 - Officieel laagste maximumtemperatuur in °C van november dit jaar gemeten in De Bilt: −3,1
- 1930 - Laatste landelijke zachte dag van het jaar gemeten in Maastricht (maximumtemperatuur ≥ 15 °C op een officieel weerstation)
- 2023 - Officieel langste zonneschijnduur in uren van november dit jaar gemeten in De Bilt: 6,8 (voorlopig)

### België
Dagrecords
- 1890 - Laagste etmaalgemiddelde temperatuur −8,4 °C
- 1836 - Hoogste etmaalgemiddelde temperatuur 13,2 °C
- 1890 - Laagste minimumtemperatuur −11,2 °C
- 1930 - Hoogste maximumtemperatuur 16,7 °C
- 1925 - Hoogste etmaalsom van de neerslag 34 mm

Uitzonderlijke gebeurtenissen
- 1948 - Temperatuurcontrast: 15,2 °C op de Baraque Michel (Jalhay) op de hoogplateaus en −9,2 °C in Rochefort in een vallei.
- 1973 - 34 cm sneeuw in Ottignies en tot 81 cm in Botrange (Waimes).

<< · 1 · 2 · 3 · 4 · 5 · 6 · 7 · 8 · 9 · 10 · 11 · 12 · 13 · 14 · 15 · 16 · 17 · 18 · 19 · 20 · 21 · 22 · 23 · 24 · 25 · 26 · 27 · 28 · 29 · 30 · >>